# Cardito
Cardito là một đô thị ở tỉnh Napoli ở vùng Campania, cách khoảng 14 km về phía đông bắc của Napoli. Tại thời điểm ngày 31 tháng 12 năm 2004, đô thị này có dân số 20.752 người và diện tích là 3,2 km².
Đô thị Cardito bao gồm frazione (đơn vị cấp dưới) Carditello.
Cardito giáp các đô thị: Afragola, Caivano, Casoria, Crispano, Frattamaggiore.